# Mike Williams (giocatore di football americano 1980)
Michael Deshaun Williams (Dallas, 11 gennaio 1980) è un ex giocatore di football americano statunitense che ha militato nel ruolo di offensive lineman nella National Football League (NFL).

## Carriera

### Buffalo Bills
Williams fu scelto dai Buffalo Bills come quarto assoluto nel Draft NFL 2002. Dopo avere iniziato come tackle destro titolare diverse partite, fu spostato a tackle sinistro ma ebbe prestazioni di basso profilo. Generalmente considerato una scelta del draft negativa, alla fine perse il posto come titolare in favore del giocatore non scelto nel draft Jason Peters. Dopo un fallito esperimento nel spostarlo nel ruolo di guardia ed essere sceso talvolta in campo come defensive tackle, fu svincolato prima della stagione 2006.

### Jacksonville Jaguars
Williams firmò con i Jacksonville Jaguars il 14 marzo 2006, ma non scese mai in campo nella stagione regolare.

### Washington Redskins
Williams trascorse due stagioni lontano dal football prima di avere un'altra occasione nella NFL firmando con i Washington Redskins il 24 aprile 2009. Perse 31 kg per tornare a giocare nella posizione di tackle e dopo diversi infortuni alla linea offensiva dei Redskins fu spostato nel ruolo di guardia destra, dove giocò bene e disputò 8 gare come titolare. Williams fu premiato per i suoi sforzi il 6 marzo 2010 con un nuovo contratto biennale dall'allenatore Mike Shanahan.
Il 10 luglio 2010 fu riportato dal Washington Post che Williams avrebbe perso tutta la stagione 2010 per un coagulo di sangue nel cuore. Il 30 luglio 2011 fu svincolato.